# Little Italy
Little Italy er et nabolag på Lower Manhattan i New York City, kendt for sin oprindeligt store andel af indbyggere med italiensk-amerikansk baggrund. Området grænser mod vest op til Tribeca og SoHo, mod syd til Chinatown, mod øst til Bowery og Lower East Side og mod nord til Nolita.

## Historie
Little Italy havde tidligere en større udstrækning, men består i dag af et mindre område (tre blokke) ved Mulberry Street nord for Canal St. Little Italy opstod ved Mulberry Bend syd for Canal i det område, der tidligre blev kaldt Five Points, men som i dag er en del af Chinatown. Den danskfødte journalist og fotograf Jacob A. Riis beskreiv Mulberry Bend som " den modbydelige kerne af New Yorks slum" ("the foul core of New York's slums"). I slutningen af 1800-tallet slog mange immigranter sig ned i området, hvoraf en stor del var udvandret fra Italien.
Bill Tonelli fra New York magazine beskrev området som en miniature af en napolitansk landsby med italienske butikker, sprog, skikke og egne finansielle og kulturelle institutioner. Little Italy var ikke det største italienske nabolag i New York City, idet East Harlem (også kaldt Italian Harlem) havde en større italiensk befolkning. Tonelli antiog, at Little Italyformentlig var det fattigste italienske nabolag. I 1910 boede næste 10.000 etniske italienere i Little Italy.
Efter 2. verdenskrig flyttede mange indbyggere fra Lower East Side mod Brooklyn, Staten Island, det østlige Long Island og New Jersey. Kinesiske immigranter flyttede til området i stor grad efter en amerikansk lovændring ophævede begræsninger for kinesisk immigrationog Chinatown voksede ind i Little Italys sydlige dele.
I dag bor der alene en lille del af italienere i området. Ved foliketællingen i 2000 angav 1.211 beboere, at have italienske rødder, svarende til 8,25 % af beboerne, hvilket nogenlunde svarer til gennemsnittet i New York City. Til sammenligning svarede 81 % af befolkningen i Chinatown syd for Grand Street, at de var af kinesisk herkomst.

## Kultur og atraktioner
Little Italy har adskillige restauranter, der serverer italiensk mad.
Der har siden 1926 været afholdt den årlige San Gennaro Festival, der oprindeligt var en heldags religiøs mindehøjtidelighed, der blev afholdt af immigranter fra Napoli, der fejrede Napolis skytshelgen San Gennaro. I dag er The Feast of San Gennaro en stor festival, der varer 11 dage, der afholdes i september langs Mulberry Street mellem Houston st. og Canal Street. Festivalen er i dag en fejring af italiensk kultur og det italiensk-amerikanske samfund.
Little Italy er også hjemsted for Alleva Dairy, den ældste ostebutik i USA. Butikken blev grundlagt i 1892 på Grand Street.